# Högtryck
För andra betydelser, se Högtryck (olika betydelser).

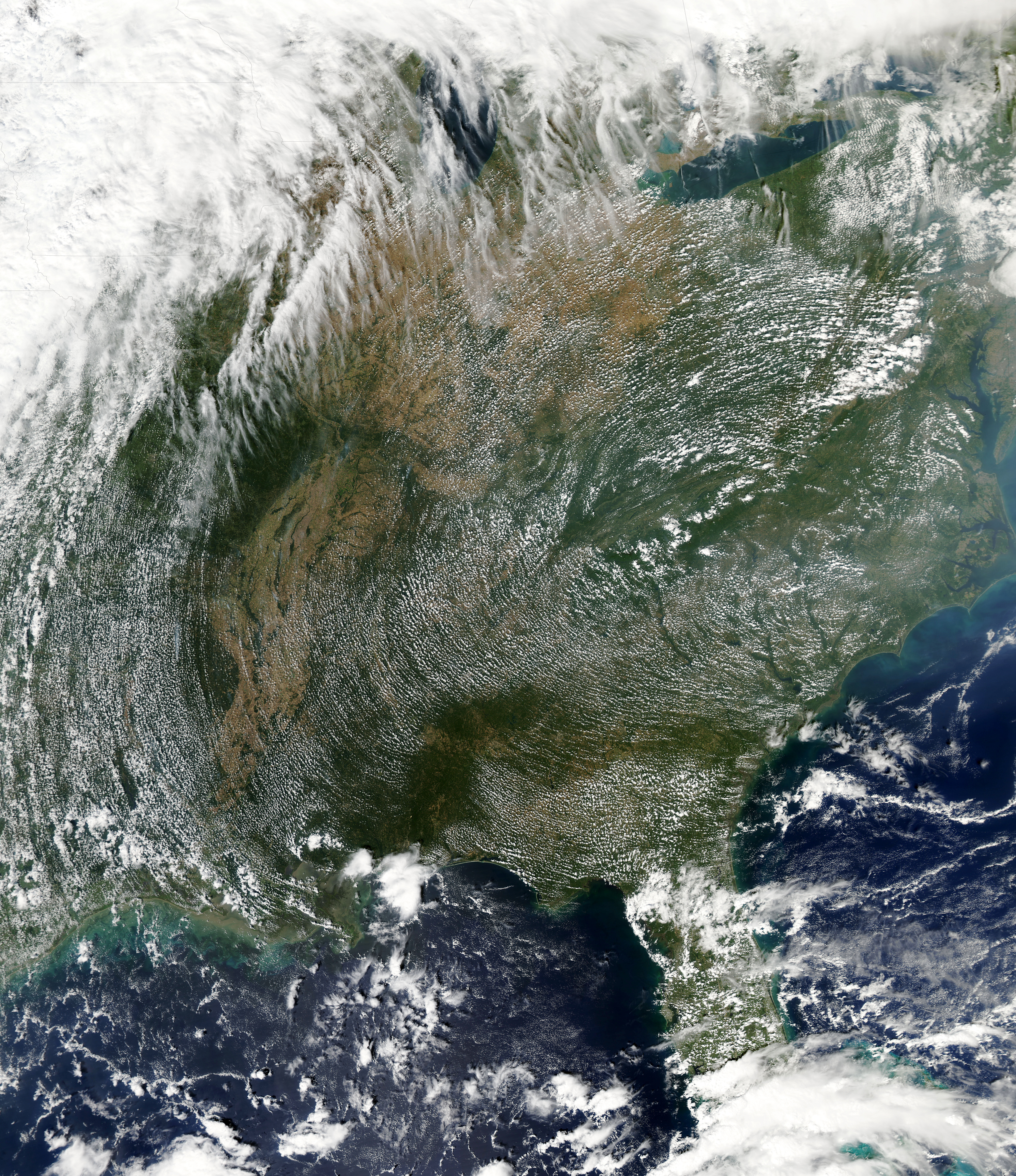
Ett högtryck över östra USA som ger övervägande klart väder enligt satellitbilden. Vita otransparenta fält anger tjockare moln.

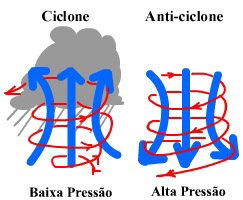
Lågtryck (vänster) och högtryck (höger)

Ett högtryck eller en anticyklon är ett område där lufttrycket är högre än i omgivningen, i motsatsen till lågtryck. Luften runt ett högtryck roterar medurs på norra halvklotet och moturs på södra. Orsaken till virvelns riktning ligger i jordens rotation och corioliseffekten.
Det finns olika typer av högtryck. Stationära högtryck är varma och finns över stora havsområden, medan årstidsbundna högtryck är kalla och förekommer vintertid över de norra kontinenterna. Rörliga högtryck uppträder i anslutning till de vandrande lågtrycken.
När luft styrs nedåt och sammanpressas, värms den upp och molnen löser ofta upp sig. Högtryck håller undan molnområden och medför oftast övervägande klart väder på sommaren, då temperaturen vanligen är högre till skillnad från vintertid. Trots högtryck kan dimma, dimmoln, duggregn och regnskurar förekomma, men på sommaren sker det mestadels lokalt.
I ett högtryck bildas ofta ett skikt som kallas subsidensinversion. Det ligger cirka 1500 meter upp och där samlas fukt. Om detta skikt inte upplöses av solen kan moln ligga kvar i den hela dagen. På sommaren är solen så stark att den bryter upp inversionen, men på hösten och vintern räcker inte alltid solenergin till för att få bort molnen. Då bildas dimma och dimmoln som kan ge ett sken av mulet väder. Även duggregn eller lätt snöfall kan förekomma.
På väderkartan betecknas högtryck med det nationella ordets begynnelsebokstav i versal. I Sverige och engelskspråkiga länder således med ett H och i Finland med ett K (korkean keskus).
En högtrycksrygg bildas vanligtvis mellan två eller flera avlägsna högtryck. Det sker ofta när flera lågtryck omringar högtrycken utan att bryta vägen mellan dem. Högtrycksryggen ger ungefär samma väderlek som ett högtryck men många gånger märkbart kortare perioder.
Högtrycksblockering innebär att ett kraftfullt högtryck med en enorm yta växer in över större landmassor, och blockerar de vandrande lågtrycken att vandra i väst-östlig riktning över norra halvklotet, från Atlanten mot Stilla havet, och uppstår främst vintertid, men kan även bildas under tidiga våren, då luften är som mest nedkyld och fuktigheten som lägst. Då flyttar sig inte högtrycket på veckovis, eller ibland månadvis, och luften roterar i mycket långsam takt runt högtryckets centrum, som ofta finns över inre Sibirien. Resultatet blir rejält kallt och torrt väder under en längre period, och denna bildning av högtrycket hör ofta samman med det nordatlantiska väderfenomenet Nordatlantiska oscillationen, som styr det nordeuropeiska vintervädret.